# Vieux-Berquin
 Vieux-Berquin  es una población y comuna francesa, en la región de Norte-Paso de Calais, departamento de Norte, en el distrito de Dunkerque y cantón de Bailleul-Sud-Ouest.

## Demografía
| 1906 | 1864 | 1759 | 1949 | 2092 | 2185 |
| Para los censos de 1962 a 1999 la población legal corresponde a la población sin duplicidades (Fuente: INSEE [Consultar]) |      |      |      |      |      |